# Мерогей
Мероге́й (лат. Merogaisus) — король франков в IV веке.
О Мерогей информации почти не сохранилось. Предположительно он принадлежал к племени бруктеров.
В одном из «Латинских панегириков», написанном в 310 году, сообщается, что в 306 году Мерогей во главе войска вторгся на римские земли, но был побеждён Константином Великим и вместе с другим пленным королём франков Аскариком был брошен на растерзание зверям в амфитеатре Августы Треверорум (современный Трир). Об этих же событиях упоминается и в «Бревиарии от основания города» Флавия Евтропия.
По некоторым предположениям, Мерогей вместе с Меробавдом был одним из первых представителей Меровингов.